# Marco Eugênio Galrão Leite de Almeida
Dom Marco Eugênio Galrão Leite de Almeida (Aracaju, 30 de janeiro de 1959) é um bispo católico brasileiro, auxiliar da arquidiocese de São Salvador da Bahia. 

## Vida
É formado em Engenharia Civil e Pedagogia. Foi ordenado presbítero no dia 10 de dezembro de 1989, e incardinado na Arquidiocese de Aracaju. Foi, dentre outras funções, pároco da paróquia Beato José de Anchieta em Aracaju e chanceler do Arcebispado. Ordenado  bispo no dia 16 de julho de 2003, tem como lema episcopal a oração do Salmista: “Em favor de ti, Senhor” (Sl 43/44,23). 
Por motivo de saúde renunciou ao governo diocesano de Estância no dia 22 de setembro de 2013, sendo nomeado pelo Papa Francisco bispo auxiliar da Arquidiocese de São Salvador da Bahia no dia 25.